# Поплавский, Артур

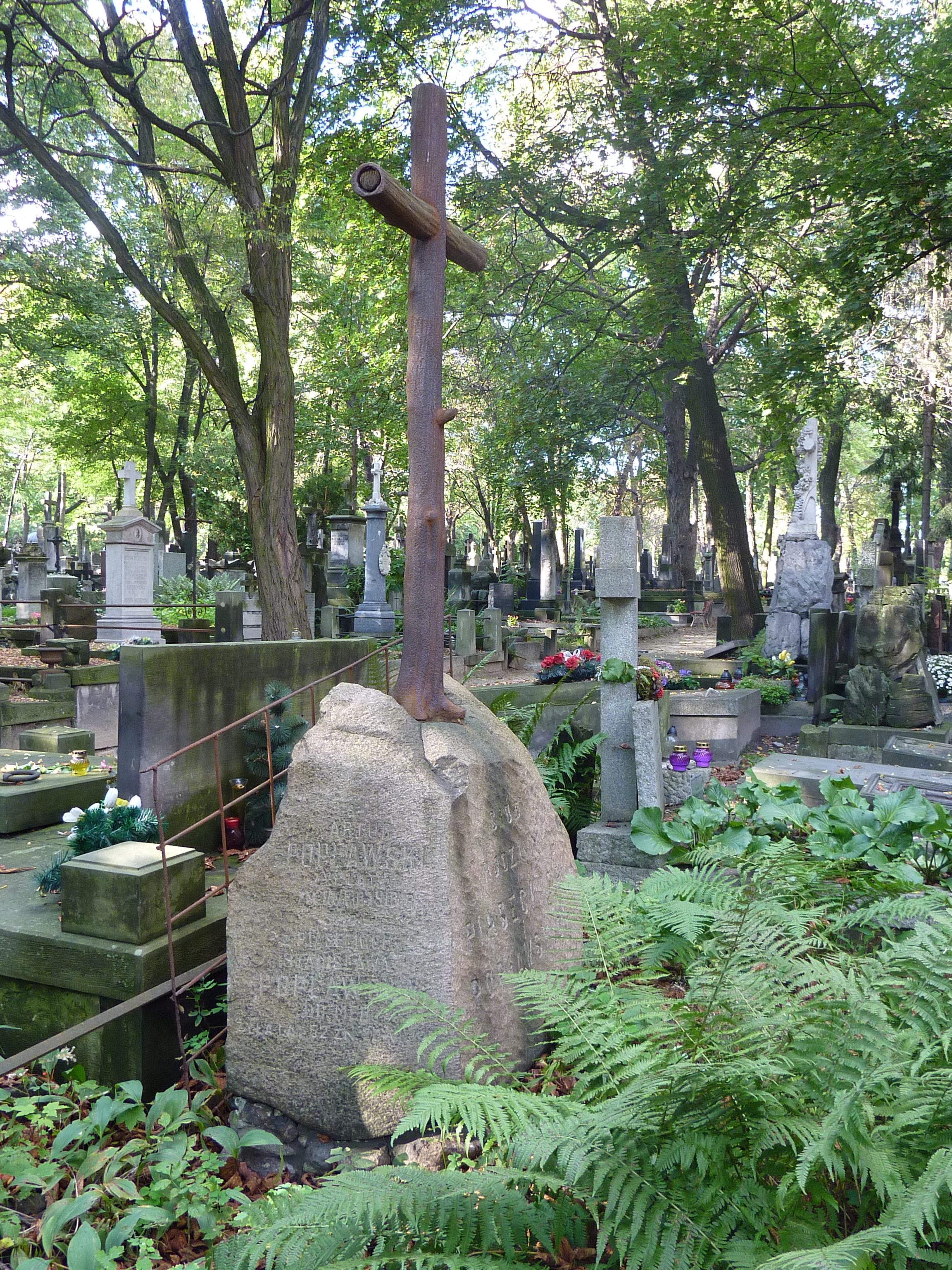
Могила Артура Поплавского в Варшаве

А́ртур Влади́слав Ка́миль Попла́вский (пол. Artur Władysław Kamil Popławski; 1860, Варшава — 10 августа 1918, Варшава) — польский шахматист и инженер.

## Биография
В 1879 г. поступил в Варшавский университет. В 1884 г. поступил в Швейцарскую высшую техническую школу в Цюрихе, которую окончил с отличием и получил диплом инженера. Вначале 1890-х гг. он вернулся в Варшаву, где вступил в должность инженера на строительстве железной дороги Варшава — Вена. Помимо этого, он занимался научной деятельностью и опубликовал работу по статистике. Под конец жизни получил приглашение на кафедру статистики в Варшавский политехнический университет, но из-за плохого состояния здоровья был вынужден отказаться. Скончался незадолго до окончания Первой мировой войны. Похоронен на кладбище «Старые Повонзки».

### Шахматная деятельность
В двух первых чемпионатах Швейцарии (1889 и 1890 гг.) разделил 1—2-е места с М. Песталоцци.
Ф. И. Дуз-Хотимирский, сыгравший в 1904 г. с Поплавским серию легких партий, так отзывался о нем: «Это был шахматист-"одиночка": он не принимал участия в турнирах, но талант имел исключительный». Тогда же Д. Пшепюрка во время частной беседы с Дуз-Хотимирским уверенно назвал Поплавского вторым по силе шахматистом Варшавы после себя. Также Дуз-Хотимирский вспоминает о матче Поплавского с А. Д. Флямбергом, который был выигран Поплавским со счетом 7½ : 1½. «Флямберг с трудом довел до победы лишь одну партию, где он поймал противника на незнакомый тому дебютный вариант».